# Distance ~ Kimi to no Kyori
Distance ~ Kimi to no Kyori (君とのキョリ?) è il secondo singolo della boy band sudcoreana SS501 pubblicato per il mercato giapponese il 19 settembre 2007 dalla Pony Canyon.

## Tracce
Edizione regolare PCCA-02537
1. Distance ~ Kimi to no Kyori (君とのキョリ)
2. Gleaming Star
3. Wonderful World (CD only)
4. Yowamushi ~ Okubyou na Boku (弱虫～臆病な僕) (Limited Edition CD only)
5. Distance ~ Kimi to no Kyori (Instrumental)
6. Gleaming Star (Instrumental)

## Classifiche
| Classifica (2007) | Posizione massima |
| ----------------- | ----------------- |
| Giappone (Oricon) | 9                 |